# Cicatrisestoloides
Cicatrisestoloides is een kevergeslacht uit de familie van de boktorren (Cerambycidae). De wetenschappelijke naam van het geslacht werd voor het eerst geldig gepubliceerd in 1964 door Breuning & Heyrovsky.

## Soorten
Cicatrisestoloides is monotypisch en omvat slechts de volgende soort:
- Cicatrisestoloides costaricensis Breuning & Heyrovsky, 1964